# Lispe patellitarsis
Lispe patellitarsis este o specie de muște din genul Lispe, familia Muscidae. A fost descrisă pentru prima dată de Becker în anul 1914.
Este endemică în Taiwan. Conform Catalogue of Life specia Lispe patellitarsis nu are subspecii cunoscute.